# Beaumont (Ardèche)
Beaumont ist eine französische Gemeinde mit 261 Einwohnern (Stand 1. Januar 2022) im Département Ardèche in der Region Auvergne-Rhône-Alpes. Ihre Bewohner werden auf Französisch Beaumontois und Beaumontoises genannt.

## Geografie
Die Gemeinde Beaumont liegt am Fluss Beaume und besteht aus zwölf kleinen Weilern am Fuße der Cevennen, von denen die größten La Roche, Le Gua und La Font des Roches heißen. Auch die Flüsse Drobie und Salindres durchqueren  das grüne Gemeindegebiet im Südwesten des Départements. Beaumont ist Teil des Regionalen Naturparks Monts d’Ardèche. Nachbarkommunen sind Valgorge und Ribes. Die nächstgrößte Stadt ist Aubenas in 20 Kilometern Entfernung Richtung Nordosten.

## Geschichte
Zunächst stand die Gemeinde unter der Lehnsherrschaft der Familie Beaumont, im 17. Jahrhundert übernahmen die Vogüés das Sagen über Beaumont.
Erst seit Ende des letzten Jahrhunderts ist Beaumont durch eine Straße mit seinen Nachbargemeinden verbunden. Zuvor war ein Feldweg für Maultiertreiber die einzige Verbindung zum Flusstal der Beaume. Auch der Bau einer Brücke, der 1850 für 6000 Francs in Auftrag gegeben wurde, schlug fehl, da das Bauwerk aufgrund der Überschwemmungen infolge heftiger Gewitter im August, noch vor der eigentlichen Einweihung, weggerissen wurde. Dieses Unglück bedeutete den finanziellen Ruin der Bewohner.

### Bevölkerungsentwicklung
| Jahr                       | 1962 | 1968 | 1975 | 1982 | 1990 | 1999 | 2009 | 2016 |
| Einwohner                  | 220  | 193  | 162  | 173  | 161  | 173  | 212  | 240  |
| Quellen: Cassini und INSEE |      |      |      |      |      |      |      |      |

## Kultur und Sehenswürdigkeiten
Beaumont ist ein altes Dorf, dessen Scheunen noch mit Kalkschieferplatten gedeckt sind. Einige davon sind zu Gaststätten umgebaut worden. Auch die romanische Kirche mit ihrem flachen Kirchturm besteht aus Kalkstein. Die Pont du Gua ist eine Brücke über die Beaume, die die Orte Beaumont und Sanilhac verbindet. Den besten Panoramablick über das Gemeindegebiet hat man vom Croix de la Tourasse, einem Aussichtspunkt oberhalb von Beaume und Drobie.

## Wirtschaft und Infrastruktur
Die Gemeinde Beaumont lebt von der Landwirtschaft. An den Berghängen werden Oliven, Esskastanien, Wein und Himbeeren angebaut. Außerdem ist die Schafzucht ein wichtiger Erwerbszweig der Bürger, die noch zum größten Teil als Bauern arbeiten.